# West Burrafirth

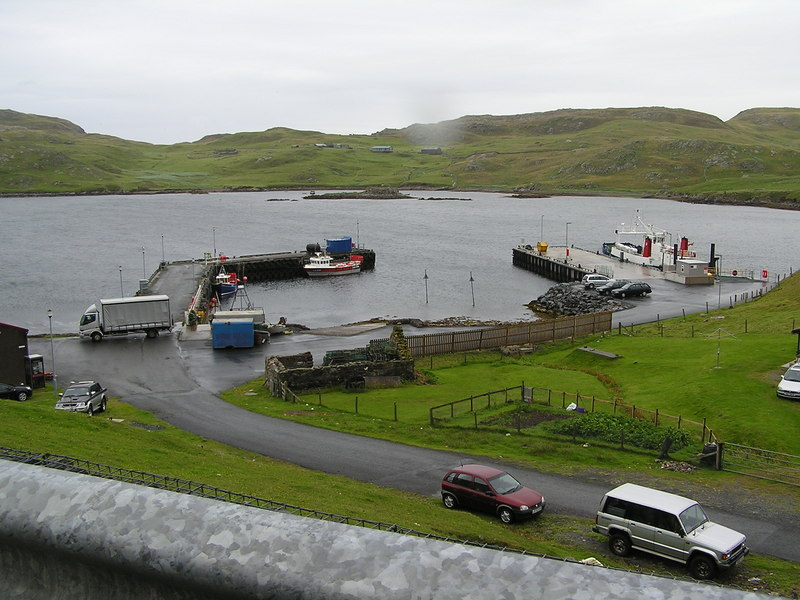
Am Hafen von West Burrafirth

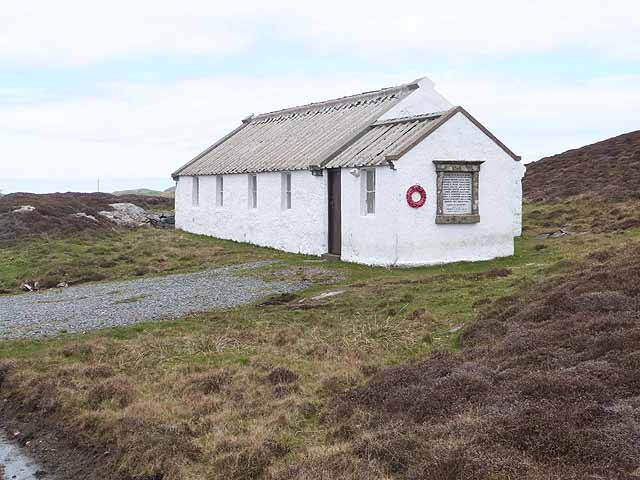
Die Kirche von West Burrafirth

West Burrafirth ist eine Ortschaft, die in Schottland im Westen der Shetlandinseln liegt.

## Geographie
West Burrafirth ist eine kleine Ortschaft mit einem Hafen. Es liegt an der nördlichen Küste der Halbinsel Walls im Westen von Mainland. Hier befindet sich das südliche Ende der Bucht West Burra Firth. Die nächsten Ortschaften sind Aith, neun Kilometer im Osten sowie Brindister, halb soweit im Nordosten.

## Historisches
Auf einer Insel, nördlich von West Burrafirth, steht der Broch im West Burra Firth. Im Rahmen der historischen Gliederung Schottlands in Civil Parishes zählt West Burrafirth zu Sandsting.

## Verkehr
In West Burrafirth endet die C303, die von Murraster kommt. Eine Fähre verbindet West Burrafirth mit Papa Stour.